# مغامرة تشارلز أوجستس ميلفيرتون
مغامرة تشارلز أوجستس ميلفيرتون (بالإنجليزية: The Adventure of Charles Augustus Milverton)‏ واحدة من 56 قصة قصيرة من قصص شيرلوك هولمز التي قام بكتابتها السير آرثر كونان دويل. وتعد واحدة من 13 قصة قصير من سلسلة عودة شيرلوك هولمز، نشرت في عام 1904.

## الترجمة العربية
مغامرة تشارلز أوجستس ميلفيرتون، مؤسسة هنداوي، ترجمة دينا عادل غراب ومراجعة نيرة محمد صبري.